# 1301

سنة 1301 كانت سنة بسيطة تبدأ يوم الأحد (سوف يظهر الرابط التقويم الكامل للعام) حسب التقويم اليولياني

## أحداث
- تأسيس مدينة مانشستر وتقع حاليا في المملكة المتحدة.

## مواليد
- إسماعيل بن عمر بن كثير
- أبو سعيد بن لب

## وفيات
- عزالدين الهذباني